# Hanse (Segelyachten)
Hanse bezeichnet eine Schiffsbauserie von Segelyachten verschiedener Größe, die ab 1993 von Michael Schmidt bei der HanseYachts AG eingeführt wurde. Das Design aller Modelle stammt seit 1999 von Judel/Vrolijk & Co.

## Geschichte

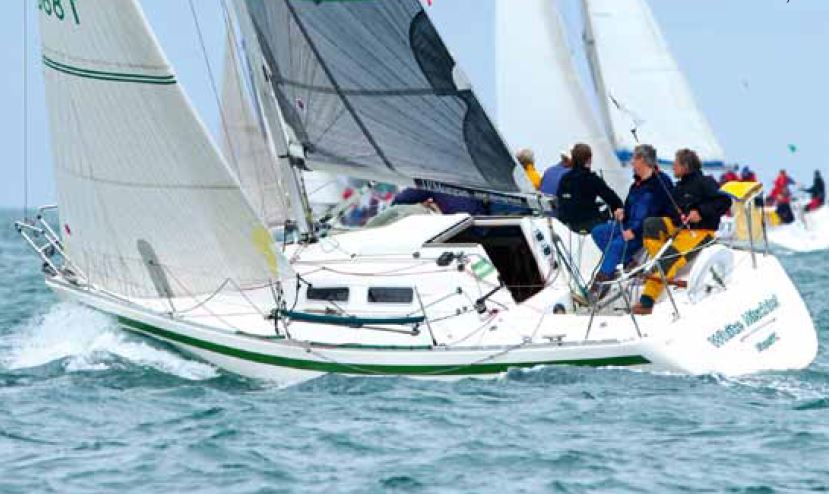
Hanse 291 – das erste Modell

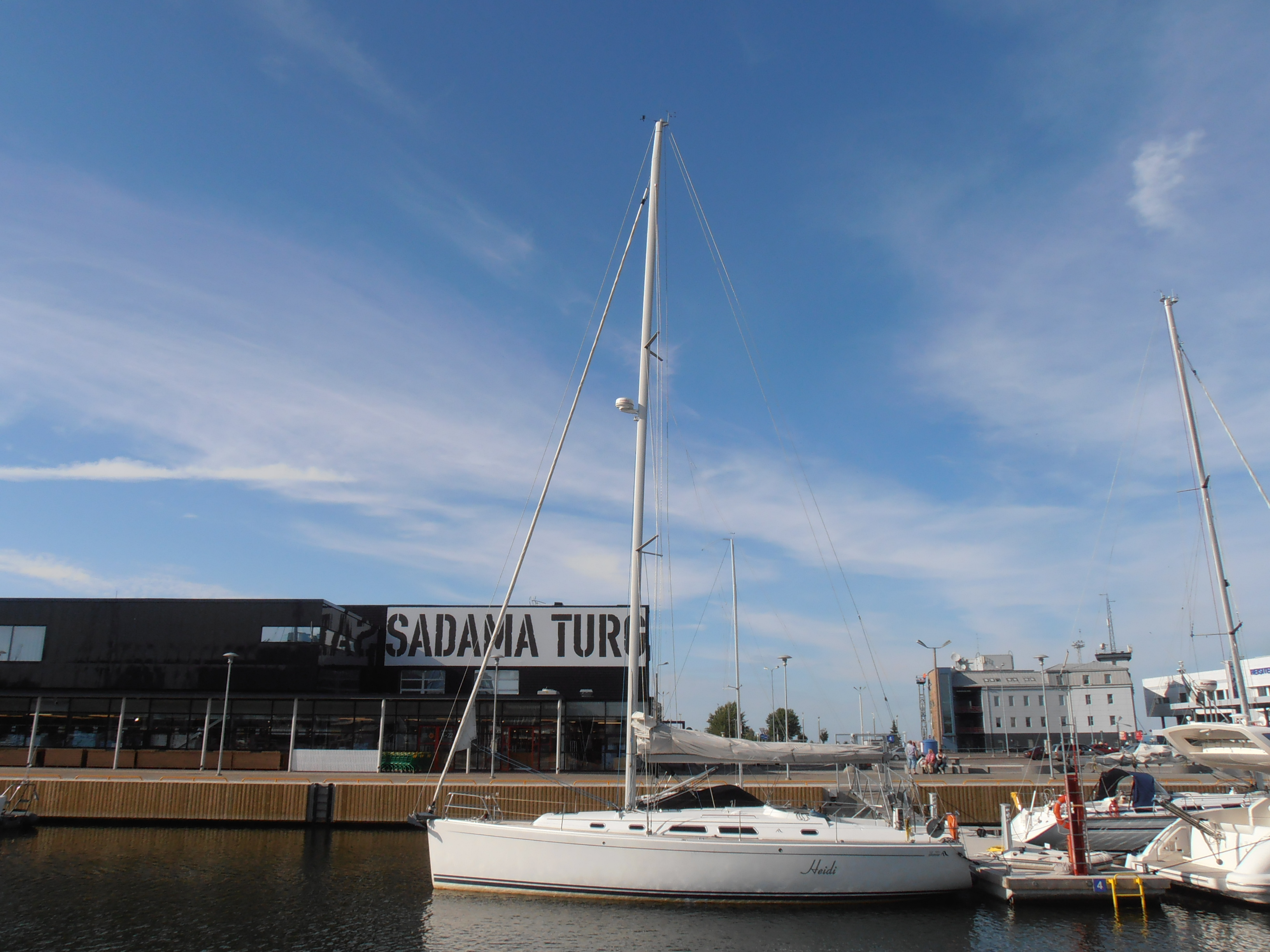
Hanse 371 (1999–2006)

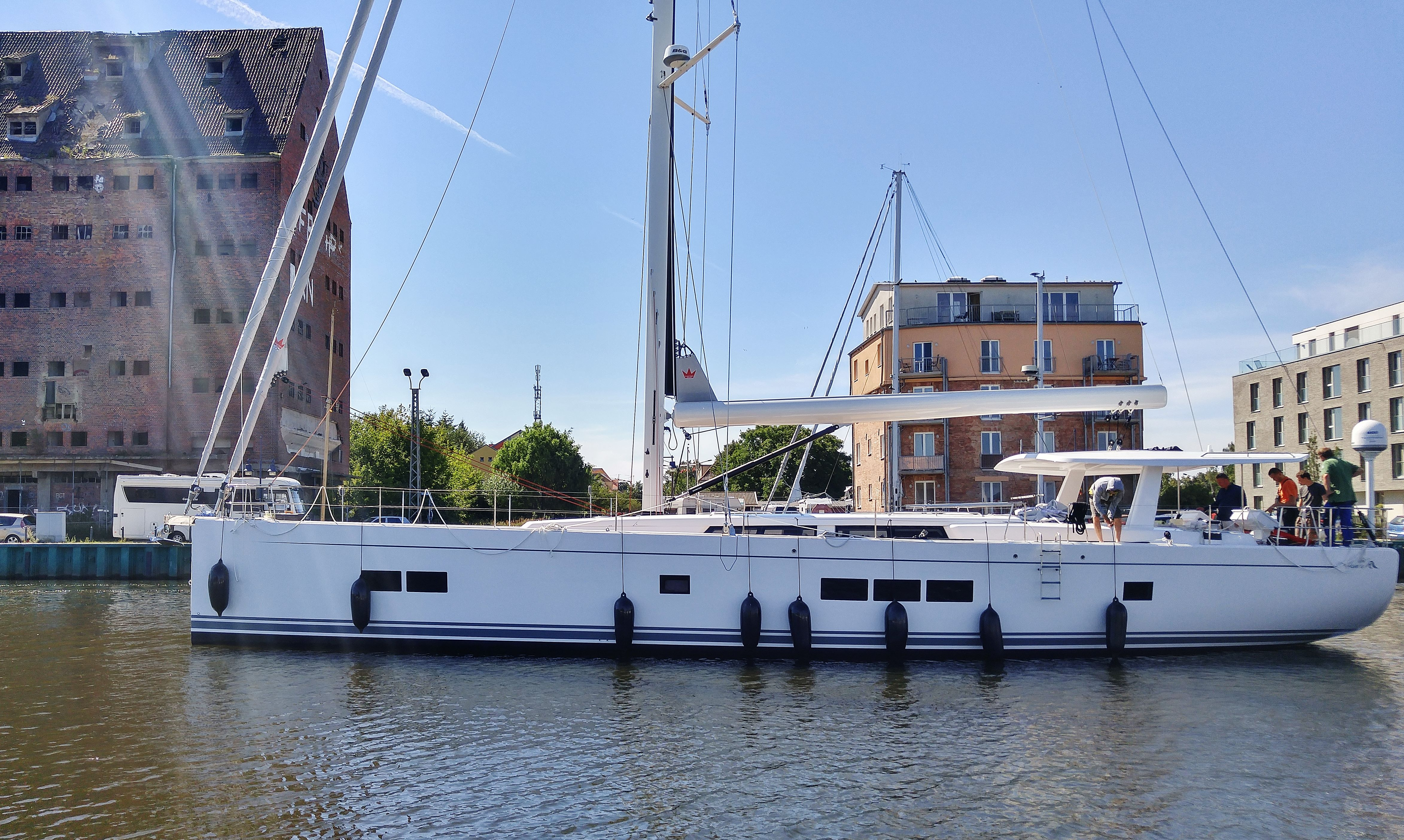
Flaggschiff Hanse 675 (seit 2016)

Die Geschichte der Yachten vom Typ Hanse begann mit der Gründung des Yachtzentrums Greifswald Anfang der 1990er Jahre. Der Hamburger Yachtmakler und Regattasegler Michael Schmidt übernahm 1990 in Greifswald eine kleine Boots- und Reparaturwerft und begann sie zu modernisieren. Im Sommer 1993 erwarb er die Rechte und Bauformen für die Aphrodite 291 (Konstruktion: Carl Baier) und entwickelte auf dieser Grundlage die Hanse 291. Das Modell wurde auf der hanseboot 1993 für den Kampfpreis von 44.000 DM vorgestellt und sorgte für großes Aufsehen. Das zweite Modell, die Hanse 331 (1994), war ebenfalls eine Weiterentwicklung, diesmal der Finngulf 33.
Mit der Hanse 371 kam 1999 das erste Modell aus der Feder der Yachtkonstrukteure Judel/Vrolijk & Co auf den Markt. Besonderen Stellenwert in der Modellhistorie hat daneben die Hanse 531 (2004), die sich durch ein damals wegweisendes Interiordesign auszeichnet. Die Hanse 675 – das aktuelle Flaggschiff – wurde nach mehrjähriger Entwicklung 2016 vorgestellt. Mit 21 Meter Länge ist sie derzeit die größte in Serie gefertigte Segelyacht der Welt.
2016 stellte das Unternehmen das kleinste Hanse-Modell mit einem optionalen, 4 kW starken Elektroantrieb im Ruderblatt (Hanse 315 E-Motion Rudder Drive) vor. Das System wurde in Zusammenarbeit mit den Firmen Jefa und Torqeedo entwickelt.

## Aktuelle Modelle
| Modell    | Launch | Länge ü.a. (m / ft) | Breite (m / ft) | Gew.1 (t) | Segelfl. (m²) | STZ 2 stand. |
| --------- | ------ | ------------------- | --------------- | --------- | ------------- | ------------ |
| Hanse 315 | 2015   | 9,62 / 31' 7"       | 3,35 / 10' 12"  | 5,1       | 46,0          | 3,9          |
| Hanse 348 | 2018   | 10,40 / 34' 1"      | 3,55 / 11' 8"   | 6,6       | 55,9          | 3,9          |
| Hanse 388 | 2017   | 11,40 / 37' 5"      | 3,90 / 12' 1"   | 8,3       | 69,0          | 4,2          |
| Hanse 418 | 2017   | 12,40 / 40' 8"      | 4,17 / 13' 8"   | 10,1      | 86,8          | 4,3          |
| Hanse 460 | 2021   | 14,60 / 47' 11"     | 4,79 / 15' 9"   | 12,6      | 106,0         | 4,4          |
| Hanse 508 | 2018   | 15,55 / 51'         | 4,75 / 15' 7"   | 14,7      | 117,8         | 4,4          |
| Hanse 548 | 2017   | 16,22 / 53' 3"      | 5,05 / 16' 7"   | 19,6      | 136,1         | 4,3          |
| Hanse 588 | 2016   | 17,20 / 56' 5"      | 5,20 / 17' 1"   | 22,8      | 156,8         | 4,4          |
| Hanse 675 | 2016   | 21,10 / 69' 3"      | 5,90 / 19' 4"   | 37,1      | 246,7         | 4,7          |

1 Standardkiel, 2 Segeltragzahl Standardversion

## Auszeichnungen
- Hanse 315: „European Yacht of the Year 2016“ in der Kategorie „Family Cruiser“
- Hanse 315: „Croatian Boat of the Year 2016“ in der Kategorie „Sailing Yachts up to 36 ft“
- Hanse 315: „Boat of the Year (Cruising World) 2016“ in der Kategorie „Best value cruiser“
- Hanse 315: „HISWA – Boat of the Year 2016“ in der Kategorie „Sailboat of the Year 2016“
- Hanse 575: „Asian Marine & Boating Award 2014“ in der Kategorie „Best Sailing Yacht +45ft“
- Hanse 345: „Yacht of the Year in Sweden 2013/2014“ in der Kategorie „Cruising Boat“
- Hanse 348: „Best Value Award 2019“ (USA)
- Hanse 415: „Best Boat of the Show (Norwegen) 2012“
- Hanse 345: „Natante dell’anno 2012“
- Hanse 345: „Boat of the Year (Vela e motore) 2012“
- Hanse 385: „Best Sailingyacht (Wind and Water Boatshow, Poland) 2012“